# Parlamentsvalet i Ukraina 2007
Parlamentsvalet i Ukraina 2007 ägde rum 30 september. Det var ett extrautlyst val, utlyst efter den konstitutionella kris där president Viktor Jusjtjenko upplöste parlamentet i mars samma år. Den konstitutionella krisen inramades av samarbetssvårigheter mellan presidenten och premiärminister Viktor Janukovytj, som hade stöd av majoriteten av parlamentet. Efter valet tog Julia Tymosjenko över som premiärminister, även om det Janukovytj-styrda Regionernas Parti kvarstod som största parti.

## Bakgrund

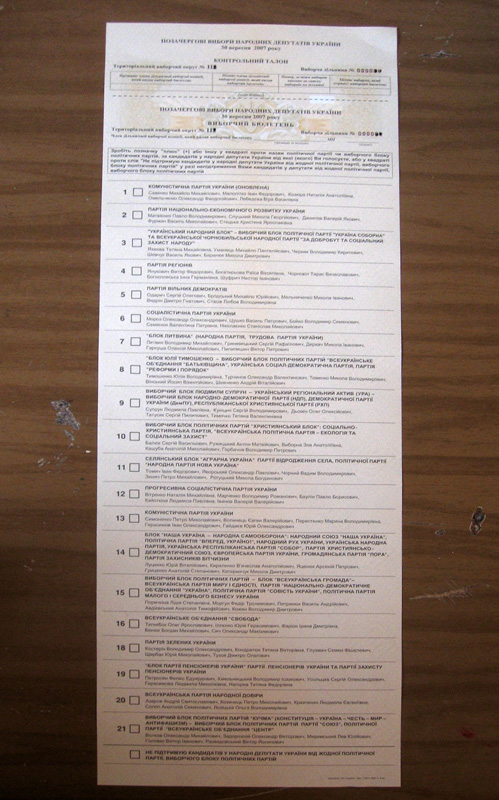
Valsedeln vid parlamentsvalet 2007

I mars 2007 uppstod en konstitutionell kris när president Viktor Jusjtjenko upplöste parlamentet och avsåg att hålla nyval den 27 maj 2007. Detta föranledde stora demonstrationer i Kiev, både för och emot beslutet. I parlamentet hade premiärministern Viktor Janukovytjs allierade majoriteten. Parlamentet kallade då till krismöte och röstade enhälligt ned presidentens beslut, varpå ärendet togs upp i Högsta domstolen. Läget blev akut när Jusjtjenko avsatte riksåklagaren Svjatoslav Piskun med ett dekret, varpå inrikesminister Vasyl Tsusjko satte in Berkutstyrkan för att skydda riksåklagaren och dennes kansli.
Tsusjko drabbades av en hjärtinfarkt, 30 maj efter att Jusjtjenko hade tillsatt en brottsutredning mot honom. Dagen efter påstod Tsusjko att han hade blivit förgiftad. Han sa sig veta vem som förgiftat honom och varför och att teorin skulle offentliggöras ifall han inte överlevde. Myndigheterna avfärdade uppgifterna som rykten.
Krisen fördjupades ytterligare då runt 2 000 man ur inrikesdepartementets trupper, som även hade stöttat Jusjtjenko under Orangea revolutionen 2004, försökte tåga mot Kiev inför ett krismöte mellan president Jusjtjenko och premiärminister Janukovytj. Detta skedde på order av befälhavaren Oleksandr Kichtenko, lojal med president Jusjtjenko. Inrikesdepartementets lojalitet var dock splittrad mellan konfliktens huvudpersoner, där Jusjtjenko tagit befälet över departementets trupper med ett dekret, medan Janukovytj hade kontroll över polisen och specialstyrkan Berkut.

## Parlamentsvalet
Båda sidor gjorde försonliga uttalanden medan ledarna till sist möttes, och efter långvariga förhandlingar kom fram till en kompromiss enligt vilken det blev nyval 30 september 2007. Resultatet av valet blev att Julia Tymosjenko tog över posten som premiärminister.

## Parlamentets sammansättning efter valet 2007
- Regionernas parti (175 mandat)
- Julia Tymosjenkos block (156 mandat) (Fäderneslandsförbundet • Reform och ordning • Ukrainas socialdemokratiska parti)
- Vårt Ukraina - Folkets självförvarsblock (72 mandat) (Vårt Ukraina • Framåt Ukraina! • Ukrainas folkrörelse  • Ukrainska folkpartiet • Ukrainska republikanska partiet "Samling" • Kristdemokratiska unionen • Europeiska partiet • PORA • Ukrainska nationalistkongressen • Moderlandets försvarsparti)
- Ukrainas kommunistiska parti (27 mandat)
- Lytvynblocket (20 mandat) (Ukrainska folkpartiet • Ukrainas arbetarparti)

Se också; Ministerlistan december 2007